# マリア・テレジア・フォン・エスターライヒ (1845-1927)
マリア・テレジア・アンナ・フォン・エスターライヒ（Maria Theresia Anna von Österreich, 1845年7月15日 - 1927年10月8日）は、ハプスブルク＝ロートリンゲン家の分枝であるテシェン公爵家の公女。マリー・テレーゼ（Marie Therese von Österreich）とも呼ばれる。

## 生涯
テシェン公爵家の当主アルブレヒト大公とその妻でバイエルン王ルートヴィヒ1世の娘であるヒルデガルトの間の長女として生まれた。1865年1月18日にウィーンにおいて、ヴュルテンベルク公フィリップと結婚した。1927年にテュービンゲンで亡くなった。

## 子女
夫フィリップとの間に5人の子女をもうけた。長男と長女（肺結核で夭折）は双子である。
- アルブレヒト・マリア・アレクサンダー・フィリップ・ヨーゼフ（1865年 - 1939年） - 1893年、オーストリア大公女マルガレーテ・ゾフィーと結婚
- マリー・アマーリエ・ヒルデガルト・フィリッピーネ・テレジア・ヨゼフィーネ（1865年 - 1883年）
- マリア・イザベラ・フィリッピーネ・テレジア・マティルデ・ヨゼフィーネ（1871年 - 1904年） - 1894年、ザクセン王子ヨハン・ゲオルクと結婚
- ローベルト・マリア・クレメンス・フィリップ・ヨーゼフ（1873年 - 1947年） - 1900年、オーストリア＝トスカーナ大公女マリア・インマクラータと結婚
- ウルリヒ・マリア・ルートヴィヒ・フィリップ・ヨーゼフ・アントン（1877年 - 1944年）